# 日本眼鏡技術専門学校
日本眼鏡技術専門学校（にほんがんきょうぎじゅつせんもんがっこう）は、大阪府大阪市にあった私立専修学校。学校法人銀海学園が運営していた。2022年3月に閉校。

## 沿革
学校のHPを参照。
- 1967年12月 - 日本眼鏡技術者協会が日本眼鏡技術者学校後援会を発足させ、学校設立資金の募金活動を開始
- 1968年5月 - 日本初となる眼鏡技術者養成学校「日本眼鏡技術学校」として大阪市阿倍野区にて開校。1期生、2期生は修業期間6ヶ月間であった
- 1972年2月 - 吹田市佐竹台（佐竹台郵便局の裏手）へ移転
- 1985年9月 - 眼鏡技術通信講座を開始
- 1988年4月 - 学校法人銀海学園認可
- 1991年 - 通信教育科を開設
- 1993年4月 - 第27期より基礎学科3年制、専門学科2年制となる
- 2003年4月 - 2年制通信教育課程開講
- 2018年11月 - 大阪市北区野崎町へ移転
- 2022年3月 - 日本眼鏡技術専門学校閉校[1]

## 学科
- 眼鏡技術第一学科（3年制） - 高等学校卒業（見込み）者を対象
- 眼鏡技術第二学科（2年制） - 短期大学以上卒業（見込み）者および同等の学力のある者、高卒後2年以上眼鏡関係の勤務歴がある者を対象
- 通信課程（2年制） - 高等学校卒業（見込み）者、眼鏡関連業務志望者

## 関係者

### 教員等
本校の特徴として理事長や校長も授業を担当することがあった。また、眼科医などのほかに眼鏡販売店の店長等を務めていた者もいた。
- 宇山安夫 - 初代校長。日本眼科学会名誉会員、大阪大学名誉教授
- 牧内正一 - 二代校長。大阪医科大学名誉教授
- 水川孝 - 三代校長。大阪大学名誉教授
- 東郁郎 - 四代校長。大阪医科大学名誉教授
- 張吉夫 - 講師。大阪府立大学名誉教授。「光学」、「物理光学」を担当
- 中川有造 - 講師。薬学博士（大阪大学）。「眼鏡材料物質の化学」、「目のくすり」を担当
- 濱岡仁美 - 講師。工学博士。大阪医科大学（医学部生命科学講座解剖学教室）との兼任教員。「一般解剖生理学」を担当

## 所在地
- 〒530－0055 大阪市北区野崎町1番3号

最寄り駅は、大阪メトロ堺筋線扇町駅（徒歩7分）または南森町駅（徒歩8分）